# Elecciones regionales de Lambayeque de 2018
Las elecciones regionales de Lambayeque de 2018 se llevaron a cabo el 7 de octubre de 2018 para elegir al gobernador regional, al vicegobernador regional y al Consejo Regional para el periodo 2019-2022. La elección se celebró simultáneamente con elecciones regionales y municipales (provinciales y distritales) en todo el Perú.
Los principales candidatos a la gobernación de Lambayeque fueron figuras con trayectoria política regional: Yehude Simon Munaro (Juntos por el Perú), expresidente regional entre 2003 y 2009; Agustín Lozano Saavedra (Alianza para el Progreso), alcalde de Chongoyape desde 2011; y Anselmo Lozano Centurión (Podemos por el Progreso del Perú), alcalde de La Victoria desde 1999. Los resultados de las elecciones mostraron que Lozano consiguió una victoria contundente con más de 250 mil votos, superando el 40% del total, el mayor respaldo registrado en elecciones regionales hasta ese momento.
A pesar del triunfo de Podemos por el Progreso del Perú, el partido no alcanzó la mayoría absoluta en el Consejo Regional, obteniendo cinco de los diez escaños, un hecho sin precedentes en la política regional. Por su parte, Alianza para el Progreso mantuvo cuatro representantes, el mismo número conseguido en la elección anterior. Somos Perú, en un resultado ajustado, obtuvo un único escaño. Juntos por el Perú, a pesar de obtener más votos que Somos Perú, no consiguió representación.

## Sistema electoral
El Gobierno Regional de Lambayeque es el órgano administrativo y de gobierno del departamento de Lambayeque. Está compuesto por el gobernador regional, el vicegobernador regional y el Consejo Regional.
La votación se realiza en base al sufragio universal, que comprende a todos los ciudadanos nacionales mayores de dieciocho años, empadronados y residentes en el departamento de Lambayeque y en pleno goce de sus derechos políticos.
El gobernador y vicegobernador regional son elegidos por sufragio directo. Para que un candidato sea proclamado ganador debe obtener no menos de 30 % de votos válidos. En caso ningún candidato logre ese porcentaje en la primera vuelta electoral, los dos candidatos más votados participan en una segunda vuelta o balotaje. No hay reelección inmediata de gobernadores regionales.
El Consejo Regional de Lambayeque está compuesto por 10 consejeros elegidos por sufragio directo para un período de cuatro (4) años. La votación es por lista cerrada y bloqueada. Cada provincia del departamento de Lambayeque constituye una circunscripción electoral. Se asigna a la lista ganadora los escaños según el método d'Hondt. La distribución y el número de consejeros regionales es la siguiente:
| Circunscripción                | Escaños | Mapa |
| ------------------------------ | ------- | ---- |
| Chiclayo                       | 4       |      |
| Ferreñafe(+2) y Lambayeque(+1) | 3       |      |

## Composición del Consejo Regional de Lambayeque
La siguiente tabla muestra la composición del Consejo Regional de Lambayeque antes de las elecciones.
| Partidos | Partidos                 | Consejeros |
| -------- | ------------------------ | ---------- |
|          | Alianza para el Progreso | 4          |
|          | Partido Aprista Peruano  | 2          |
|          | Fuerza Popular           | 1          |

## Partidos y candidatos
A continuación se muestra una lista de los principales partidos y alianzas electorales que participaron en las elecciones:
| Candidatura | Candidatura | Partidos y alianzas                               | Candidato | Candidato                 | Ideología                                                          | Resultado previo | Resultado previo | Ref.  |
| Candidatura | Candidatura | Partidos y alianzas                               | Candidato | Candidato                 | Ideología                                                          | Votos (%)        | Con.             | Ref.  |
| ----------- | ----------- | ------------------------------------------------- | --------- | ------------------------- | ------------------------------------------------------------------ | ---------------- | ---------------- | ----- |
|             | APP         | Lista - Alianza para el Progreso (APP)            |           | Agustín Lozano Saavedra   | Liberalismo económico Conservadurismo liberal Populismo de derecha | 33.40%           | 4                | [ 5 ] |
|             | FP          | Lista - Fuerza Popular (FP)                       |           | Víctor Becerril Rodríguez | Fujimorismo Conservadurismo social Populismo de derecha            | 23.67%           | 1                | [ 5 ] |
|             | PRL         | Lista - Primero Lambayeque (PRL)                  |           | Virgilio Acuña Peralta    | Regionalismo lambayecano                                           | 23.67%           | 1                | [ 5 ] |
|             | JP          | Lista - Juntos por el Perú (JP)                   |           | Yehude Simon Munaro       | Socialismo democrático Progresismo                                 | 7.56%            | 0                | [ 5 ] |
|             | PPC         | Lista - Partido Popular Cristiano (PPC)           |           | Norbil Vega Orozco        | Democracia cristiana Conservadurismo social Liberalismo económico  | 5.66%            | 0                | [ 5 ] |
|             | FA          | Lista - Frente Amplio (FA)                        |           | Silvestre Juárez Elías    | Socialismo Ecologismo Descentralización                            | 2.65%            | 0                | [ 5 ] |
|             | SP          | Lista - Somos Perú (SP)                           |           | Antonio Uriarte Gonzales  | Democracia cristiana Conservadurismo social                        | 1.45%            | 0                | [ 5 ] |
|             | VP          | Lista - Vamos Perú (VP)                           |           | Pedro Cisneros Calderón   | Populismo Socialdemocracia                                         | 0.49%            | 0                | [ 5 ] |
|             | AP          | Lista - Acción Popular (AP)                       |           | Edgard Cayotopa Martínez  | Partido atrapalotodo                                               | Nuevo            | Nuevo            | [ 5 ] |
|             | Frepap      | Lista - Frente Popular Agrícola del Perú (Frepap) |           | Ángel Carlos Céspedes     | Israelismo Fundamentalismo cristiano Populismo                     | Nuevo            | Nuevo            | [ 5 ] |
|             | TPP         | Lista - Todos por el Perú (TPP)                   |           | Angélica Musaryón Chira   | Liberalismo Humanismo Progresismo                                  | Nuevo            | Nuevo            | [ 5 ] |
|             | PPS         | Lista - Perú Patria Segura (PPS)                  |           | Freddy Cabrera Alarcón    | Conservadurismo liberal Liberalismo económico                      | Nuevo            | Nuevo            | [ 5 ] |
|             | PPK         | Lista - Peruanos Por el Kambio (PPK)              |           | Bernardino Lalopú Silva   | Liberalismo económico Conservadurismo progresista                  | Nuevo            | Nuevo            | [ 5 ] |
|             | PP          | Lista - Podemos por el Progreso del Perú (PP)     |           | Anselmo Lozano Centurión  | Conservadurismo social Populismo Nacionalismo                      | Nuevo            | Nuevo            | [ 5 ] |

## Sondeos de opinión
Las siguientes tablas enumeran las estimaciones de la intención de voto en orden cronológico inverso, mostrando las más recientes primero y utilizando las fechas en las que se realizó el trabajo de campo de la encuesta. Cuando se desconocen las fechas del trabajo de campo, se proporciona la fecha de publicación.
Leyenda:
     Sondeo realizado en el periodo de prohibición legal de la difusión de sondeos de intención de voto.

### Intención de voto
La siguiente tabla enumera las estimaciones ponderadas (sin incluir votos en blanco y nulos) de la intención de voto.
|                               |                |      |      |      |      |      |      |      |      |      |  |  |  |
| Elecciones regionales de 2018 | 7 oct 2018     | —    | 41.9 | 18.5 | 8.9  | 6.2  | 5.7  | 5.3  | 4.5  | 23.4 |  |  |  |
|                               |                |      |      |      |      |      |      |      |      |      |  |  |  |
| Ipsos Perú/América            | 7 oct 2018     | ?    | 45.6 | 17.2 | 8.2  | –    | –    | 6.7  | –    | 28.4 |  |  |  |
| Datum Internacional/Latina    | 7 oct 2018     | ?    | 40.8 | 22.3 | 7.0  | –    | –    | 7.8  | –    | 18.5 |  |  |  |
| Ipsos Perú/América            | 7 oct 2018     | ?    | 43.0 | 16.5 | 8.2  | –    | –    | 8.6  | –    | 26.5 |  |  |  |
| Datum Internacional/Latina    | 7 oct 2018     | ?    | 45.5 | 23.4 | 7.5  | 4.8  | 4.3  | 3.5  | 4.2  | 22.1 |  |  |  |
| Decide Tú                     | 26–28 sep 2018 | 2544 | 12.9 | 25.0 | 12.0 | 21.1 | 9.4  | 5.5  | 5.1  | 3.9  |  |  |  |
| Grupo Tendencias              | 25 sep 2018    | 1992 | 38.3 | 30.1 | 7.4  | 4.8  | 4.8  | 2.6  | 2.9  | 8.2  |  |  |  |
| Klambp                        | 23–25 sep 2018 | 3513 | 27.5 | 22.4 | 22.3 | 8.5  | 6.2  | 3.9  | 3.3  | 5.1  |  |  |  |
| Decide Tú/La Verdad           | 22–24 sep 2018 | 2544 | 14.4 | 24.1 | 12.4 | 18.4 | 8.1  | 6.6  | 5.0  | 5.7  |  |  |  |
| Tentativa                     | 20 sep 2018    | ?    | 41.6 | 15.8 | 13.0 | 5.1  | 4.2  | 6.6  | 3.8  | 25.8 |  |  |  |
| Decide Tú/La Verdad           | 10–12 sep 2018 | 2544 | 18.9 | 22.3 | 12.7 | 14.7 | 8.3  | 6.8  | 5.1  | 3.4  |  |  |  |
| Klambp                        | 6–9 sep 2018   | 3233 | 22.5 | 22.6 | 23.6 | 9.7  | 4.9  | 4.9  | 4.0  | 1.0  |  |  |  |
| Global Data Consulting        | 7–10 sep 2018  | 1534 | 31.1 | 12.7 | 20.6 | 8.5  | 4.1  | –    | 13.8 | 10.5 |  |  |  |
| Global Data Consulting        | 24–27 ago 2018 | 1533 | 21.9 | 9.4  | 24.7 | 9.1  | 6.2  | –    | 8.3  | 2.8  |  |  |  |
| Decide Tú/La Verdad           | 24–26 ago 2018 | 2544 | 23.7 | 22.2 | 12.0 | 12.1 | 5.7  | 7.5  | 8.2  | 1.5  |  |  |  |
| Klambp                        | 10–12 ago 2018 | 2544 | 21.4 | 5.1  | 26.1 | 23.0 | 9.5  | 8.9  | 3.3  | 3.1  |  |  |  |
| Decide Tú/La Verdad           | 5–7 ago 2018   | 2520 | 23.2 | 20.5 | 11.2 | 7.0  | 4.1  | 5.6  | 12.2 | 2.7  |  |  |  |
| Global Data Consulting        | 13–16 jul 2018 | 1533 | 24.0 | 9.4  | 24.0 | 9.9  | 5.6  | –    | 6.2  | —    |  |  |  |
| Decide Tú/La Verdad           | 13–15 jul 2018 | 1376 | 21.7 | 17.1 | 9.0  | 15.2 | 3.2  | 4.7  | 5.9  | 4.6  |  |  |  |
| Klambp                        | 12–14 jul 2018 | 3688 | 17.9 | 11.4 | 24.4 | 21.3 | 2.2  | 12.4 | 3.2  | 3.1  |  |  |  |
| Global Data Consulting        | 15–18 jun 2018 | 1533 | 29.7 | 9.7  | –    | 14.8 | 5.8  | 3.8  | 11.1 | 14.9 |  |  |  |
| Klambp                        | 6–8 jun 2018   | 2597 | 20.4 | 13.7 | –    | 19.3 | 7.1  | 13.8 | 6.9  | 1.1  |  |  |  |
| Global Data Consulting        | 18–21 may 2018 | 1534 | 31.5 | 9.5  | –    | 16.2 | 4.8  | 4.5  | 12.8 | 15.3 |  |  |  |
| Global Data Consulting        | 17–20 abr 2018 | 1533 | 36.1 | 8.8  | –    | 15.1 | 4.4  | 3.5  | 12.3 | 21.0 |  |  |  |
| Klambp                        | 6–8 abr 2018   | 1365 | 19.7 | 13.3 | –    | 21.8 | 7.1  | 9.0  | 5.7  | 2.1  |  |  |  |
| Grupo Tendencias              | 27–31 mar 2018 | 1510 | 39.4 | 3.8  | 11.3 | 3.9  | 6.4  | 0.7  | 11.9 | 28.1 |  |  |  |
| Global Data Consulting        | 26–28 mar 2018 | 1532 | 37.3 | –    | 17.3 | 14.0 | 3.5  | 2.6  | 8.0  | 20.0 |  |  |  |
| Klambp                        | 16–18 feb 2018 | 1651 | 14.0 | 10.4 | –    | 20.3 | 10.9 | 3.4  | –    | 6.3  |  |  |  |

### Preferencias de voto
La siguiente tabla enumera las preferencias de voto en bruto (incluyendo blancos, viciados y sin respuesta) y no ponderadas.
| Encuestadora/Medio            | Fecha          | Muestra | Anselmo Lozano | Agustín Lozano | Yehude Simon | Antonio Becerril | Antonio Uriarte | Edgard Cayotopa | Virgilio Acuña | B/V  | NS/NO | Dif. |  |  |  |  |
| ----------------------------- | -------------- | ------- | -------------- | -------------- | ------------ | ---------------- | --------------- | --------------- | -------------- | ---- | ----- | ---- |  |  |  |  |
| Encuestadora/Medio            | Fecha          | Muestra |                |                |              |                  |                 |                 |                |      |       |      |  |  |  |  |
| Elecciones regionales de 2018 | 7 oct 2018     | —       | 33.2           | 14.7           | 7.1          | 4.9              | 4.5             | 4.2             | 3.6            | 20.6 | –     | 18.5 |  |  |  |  |
|                               |                |         |                |                |              |                  |                 |                 |                |      |       |      |  |  |  |  |
| Decide Tú                     | 26–28 sep 2018 | 2544    | 10.9           | 21.2           | 10.2         | 17.9             | 8.0             | 4.7             | 4.3            | –    | 15.3  | 3.3  |  |  |  |  |
| Grupo Tendencias              | 27 sep 2018    | 1992    | 25.9           | 18.7           | 5.0          | –                | –               | –               | –              | –    | –     | 7.2  |  |  |  |  |
| Grupo Tendencias              | 25 sep 2018    | 1992    | 24.7           | 19.4           | 4.8          | 3.1              | 3.1             | 1.7             | 1.9            | 35.5 | –     | 5.3  |  |  |  |  |
| Klambp                        | 23–25 sep 2018 | 3513    | 24.8           | 20.2           | 20.1         | 7.7              | 5.6             | 3.5             | 3.0            | –    | 9.7   | 4.6  |  |  |  |  |
| Decide Tú/La Verdad           | 22–24 sep 2018 | 2544    | 12.4           | 20.8           | 10.7         | 15.9             | 7.0             | 5.7             | 4.3            | –    | 13.8  | 4.9  |  |  |  |  |
| Tentativa                     | 20 sep 2018    | ?       | 31.9           | 12.1           | 10.0         | 3.9              | 3.2             | 5.1             | 2.9            | 23.4 | –     | 19.8 |  |  |  |  |
| Decide Tú/La Verdad           | 10–12 sep 2018 | 2544    | 15.9           | 18.8           | 10.7         | 12.4             | 7.0             | 5.7             | 4.3            | –    | 15.8  | 2.9  |  |  |  |  |
| Klambp                        | 6–9 sep 2018   | 3233    | 20.3           | 20.4           | 21.3         | 8.8              | 4.4             | 4.4             | 3.6            | –    | 9.6   | 0.9  |  |  |  |  |
| Global Data Consulting        | 7–10 sep 2018  | 1534    | 27.0           | 11.0           | 17.9         | 7.4              | 3.6             | –               | 12.0           | –    | 13.2  | 9.1  |  |  |  |  |
| Global Data Consulting        | 24–27 ago 2018 | 1533    | 16.9           | 7.2            | 19.0         | 7.0              | 4.8             | –               | 6.4            | –    | 23.0  | 2.1  |  |  |  |  |
| Decide Tú/La Verdad           | 24–26 ago 2018 | 2544    | 18.0           | 16.9           | 9.1          | 9.2              | 4.3             | 5.7             | 6.2            | –    | 24.0  | 1.1  |  |  |  |  |
| Grupo Tendencias              | 25 ago 2018    | 1992    | 21.1           | 12.0           | 7.4          | –                | –               | –               | –              | –    | –     | 9.1  |  |  |  |  |
| Klambp                        | 10–12 ago 2018 | 2544    | 19.0           | 4.5            | 23.1         | 20.4             | 8.4             | 7.9             | 2.9            | –    | 11.4  | 2.7  |  |  |  |  |
| Decide Tú/La Verdad           | 5–7 ago 2018   | 2520    | 17.3           | 15.3           | 8.4          | 5.2              | 3.1             | 4.2             | 9.1            | –    | 25.3  | 2.0  |  |  |  |  |
| Global Data Consulting        | 13–16 jul 2018 | 1533    | 16.3           | 6.4            | 16.3         | 6.7              | 3.8             | –               | 4.2            | –    | 32.2  | —    |  |  |  |  |
| Decide Tú/La Verdad           | 13–15 jul 2018 | 1376    | 14.3           | 11.3           | 5.9          | 10.0             | 2.1             | 3.1             | 3.9            | –    | 34.1  | 3.0  |  |  |  |  |
| Klambp                        | 12–14 jul 2018 | 3688    | 16.1           | 10.3           | 22.0         | 19.2             | 2.0             | 11.2            | 2.9            | –    | 9.9   | 2.8  |  |  |  |  |
| Global Data Consulting        | 15–18 jun 2018 | 1533    | 20.1           | 6.6            | –            | 10.0             | 3.9             | 2.6             | 7.5            | –    | 32.3  | 10.1 |  |  |  |  |
| Klambp                        | 6–8 jun 2018   | 2597    | 15.0           | 10.1           | –            | 14.2             | 5.2             | 10.2            | 5.1            | –    | 26.3  | 0.8  |  |  |  |  |
| Global Data Consulting        | 18–21 may 2018 | 1534    | 22.9           | 6.9            | –            | 11.8             | 3.5             | 3.3             | 9.3            | –    | 27.2  | 11.1 |  |  |  |  |
| Global Data Consulting        | 17–20 abr 2018 | 1533    | 26.9           | 6.6            | –            | 11.3             | 3.3             | 2.6             | 9.2            | 25.4 | –     | 15.6 |  |  |  |  |
| Klambp                        | 6–8 abr 2018   | 1365    | 14.1           | 9.5            | –            | 15.6             | 5.1             | 6.4             | 4.1            | 13.9 | 14.6  | 1.5  |  |  |  |  |
| Grupo Tendencias              | 27–31 mar 2018 | 1510    | 27.2           | 2.6            | 7.8          | 2.7              | 4.4             | 0.5             | 8.2            | 30.9 | –     | 19.0 |  |  |  |  |
| Global Data Consulting        | 26–28 mar 2018 | 1532    | 25.6           | –              | 11.9         | 9.6              | 2.4             | 1.8             | 5.5            | –    | 31.3  | 13.7 |  |  |  |  |
| Klambp                        | 16–18 feb 2018 | 1651    | 10.2           | 7.6            | –            | 14.8             | 7.9             | 2.5             | –              | 13.6 | 13.6  | 4.6  |  |  |  |  |

## Resultados

### Gobierno Regional de Lambayeque
|                      | Anselmo Lozano Centurión  | Podemos por el Progreso del Perú (PP)     | 252,377 | 41.88 |  |  |  |
|                      | Agustín Lozano Saavedra   | Alianza para el Progreso (APP)            | 111,633 | 18.53 |  |  |  |
|                      | Yehude Simon Munaro       | Juntos por el Perú (JP)                   | 53,718  | 8.92  |  |  |  |
|                      | Víctor Becerril Rodríguez | Fuerza Popular (FP)                       | 37,151  | 6.17  |  |  |  |
|                      | Antonio Uriarte Gonzales  | Somos Perú (SP)                           | 34,093  | 5.66  |  |  |  |
|                      | Edgard Cayotopa Martínez  | Acción Popular (AP)                       | 32,060  | 5.32  |  |  |  |
|                      | Virgilio Acuña Peralta    | Primero Lambayeque (PRL)                  | 27,194  | 4.51  |  |  |  |
|                      | Angélica Musaryón Chira   | Todos por el Perú (TPP)                   | 18,181  | 3.02  |  |  |  |
|                      | Norbil Vega Orozco        | Partido Popular Cristiano (PPC)           | 9,661   | 1.60  |  |  |  |
|                      | Bernardino Lalopú Silva   | Peruanos Por el Kambio (PPK)              | 6,976   | 1.16  |  |  |  |
|                      | Pedro Cisneros Calderón   | Vamos Perú (VP)                           | 5,894   | 0.98  |  |  |  |
|                      | Silvestre Juárez Elías    | Frente Amplio (FA)                        | 5,214   | 0.87  |  |  |  |
|                      | Ángel Carlos Céspedes     | Frente Popular Agrícola del Perú (Frepap) | 4,604   | 0.76  |  |  |  |
|                      | Freddy Cabrera Alarcón    | Perú Patria Segura (PPS)                  | 3,797   | 0.63  |  |  |  |
|                      |                           |                                           |         |       |  |  |  |
| Total                | Total                     | Total                                     | 602,553 |       |  |  |  |
|                      |                           |                                           |         |       |  |  |  |
| Votos válidos        | Votos válidos             | Votos válidos                             | 602,553 | 79.38 |  |  |  |
| Votos en blanco      | Votos en blanco           | Votos en blanco                           | 86,455  | 11.39 |  |  |  |
| Votos nulos          | Votos nulos               | Votos nulos                               | 70,085  | 9.23  |  |  |  |
| Votos emitidos       | Votos emitidos            | Votos emitidos                            | 759,093 | 80.65 |  |  |  |
| Abstenciones         | Abstenciones              | Abstenciones                              | 182,080 | 19.35 |  |  |  |
| Votantes registrados | Votantes registrados      | Votantes registrados                      | 941,173 |       |  |  |  |
|                      |                           |                                           |         |       |  |  |  |
| Fuente:              |                           |                                           |         |       |  |  |  |

### Consejo Regional de Lambayeque

#### Sumario general
| |                                           |              |              |              |         |         |  |
| Partidos y coaliciones                                                                                      | Partidos y coaliciones                    | Voto popular | Voto popular | Voto popular | Escaños | Escaños |  |
| Partidos y coaliciones                                                                                      | Partidos y coaliciones                    | Votos        | %            | ±pp          | Total   | +/−     |  |
| | Podemos por el Progreso del Perú (PP)     | 185,332      | 34.37        | Nuevo        | 5       | +5      |  |
| | Alianza para el Progreso (APP)            | 107,728      | 19.98        | –10.87       | 4       | ±0      |  |
| | Juntos por el Perú (JP)1                  | 46,290       | 8.58         | –0.47        | 0       | ±0      |  |
| | Fuerza Popular (FP)                       | 38,974       | 7.23         | n/a          | 0       | –1      |  |
| | Somos Perú (SP)                           | 36,441       | 6.76         | +4.95        | 1       | +1      |  |
| | Acción Popular (AP)                       | 36,346       | 6.74         | n/a          | 0       | ±0      |  |
| | Primero Lambayeque (PRL)                  | 29,070       | 5.39         | n/a          | 0       | ±0      |  |
| | Todos por el Perú (TPP)                   | 18,405       | 3.41         | Nuevo        | 0       | ±0      |  |
| | Partido Popular Cristiano (PPC)           | 10,638       | 1.97         | –3.56        | 0       | ±0      |  |
| | Peruanos Por el Kambio (PPK)              | 8,360        | 1.55         | Nuevo        | 0       | ±0      |  |
| | Frente Amplio (FA)                        | 6,177        | 1.15         | –1.92        | 0       | ±0      |  |
| | Vamos Perú (VP)                           | 6,104        | 1.13         | +0.67        | 0       | ±0      |  |
| | Frente Popular Agrícola del Perú (Frepap) | 4,986        | 0.92         | Nuevo        | 0       | ±0      |  |
| | Perú Patria Segura (PPS)                  | 4,428        | 0.82         | Nuevo        | 0       | ±0      |  |
| |                                           |              |              |              |         |         |  |
| Total | Total                                     | 539,279      |              |              | 10      | +3      |  |
| |                                           |              |              |              |         |         |  |
| Votos válidos                                                                                               | Votos válidos                             | 539,279      | 71.04        | –8.02        |         |         |  |
| Votos en blanco                                                                                             | Votos en blanco                           | 147,459      | 19.43        | +5.77        |         |         |  |
| Votos nulos                                                                                                 | Votos nulos                               | 72,355       | 9.53         | +2.25        |         |         |  |
| Votos emitidos                                                                                              | Votos emitidos                            | 759,093      | 80.65        | –3.31        |         |         |  |
| Abstenciones                                                                                                | Abstenciones                              | 182,080      | 19.35        | +3.31        |         |         |  |
| Votantes registrados                                                                                        | Votantes registrados                      | 941,173      |              |              |         |         |  |
| |                                           |              |              |              |         |         |  |
| Fuente: |                                           |              |              |              |         |         |  |
| Notas al pie: 1 Comparado con los resultados del Partido Humanista Peruano (PHP) en las elecciones de 2014. |                                           |              |              |              |         |         |  |
| Notas al pie:                                                                                               |                                           |              |              |              |         |         |  |
| 1 Comparado con los resultados del Partido Humanista Peruano (PHP) en las elecciones de 2014.               |                                           |              |              |              |         |         |  |

#### Resultados por provincia
| Provincia  | PP       | PP   | APP  | APP  | JP  | JP  | FP   | FP  | SP   | SP  | AP   | AP  | PRL | PRL | TPP | TPP | PPC | PPC | PPK | PPK | FA  | FA  | VP  | VP  |   |
| Provincia  | %        | E    | %    | E    | %   | E   | %    | E   | %    | E   | %    | E   | %   | E   | %   | E   | %   | E   | %   | E   | %   | E   | %   | E   |   |
| ---------- | -------- | ---- | ---- | ---- | --- | --- | ---- | --- | ---- | --- | ---- | --- | --- | --- | --- | --- | --- | --- | --- | --- | --- | --- | --- | --- | - |
| Provincia  | Chiclayo | 40.2 | 3    | 16.2 | 1   | 9.3 | –    | 6.5 | –    | 5.5 | –    | 5.3 | –   | 6.1 | –   | 2.8 | –   | 2.2 | –   | 1.6 | –   | 1.2 | –   | 1.1 | – |
| Ferreñafe  | 23.1     | 1    | 25.7 | 1    | 8.3 | –   | 3.1  | –   | 15.8 | 1   | 13.7 | –   | 2.1 | –   | 2.7 | –   | 0.6 | –   | 1.2 | –   | 1.4 | –   | 1.2 | –   |   |
| Lambayeque | 22.5     | 1    | 28.5 | 2    | 6.8 | –   | 10.5 | –   | 7.1  | –   | 8.1  | –   | 4.6 | –   | 5.4 | –   | 1.9 | –   | 1.5 | –   | 0.9 | –   | 1.2 | –   |   |
| Total      | 34.4     | 5    | 20.0 | 4    | 8.6 | –   | 7.2  | –   | 6.8  | 1   | 6.7  | –   | 5.4 | –   | 3.4 | –   | 2.0 | –   | 1.6 | –   | 1.1 | –   | 1.1 | –   |   |

### Autoridades electas
| Cargo                                             | Autoridad electa | Autoridad electa            | Partido político | Partido político                 |
| ------------------------------------------------- | ---------------- | --------------------------- | ---------------- | -------------------------------- |
| Gobernador Regional de Lambayeque                 |                  | Anselmo Lozano Centurión    |                  | Podemos por el Progreso del Perú |
| Vicegobernador Regional de Lambayeque             |                  | Luis Díaz Bravo             |                  | Podemos por el Progreso del Perú |
| Consejero Regional de Lambayeque (por Chiclayo)   |                  | Manuel Huacchillo Gonzales  |                  | Podemos por el Progreso del Perú |
| Consejero Regional de Lambayeque (por Chiclayo)   |                  | Esar Aguilar Valdera        |                  | Podemos por el Progreso del Perú |
| Consejero Regional de Lambayeque (por Chiclayo)   |                  | Nicolás Vallejos Celis      |                  | Podemos por el Progreso del Perú |
| Consejero Regional de Lambayeque (por Chiclayo)   |                  | Antonio Sánchez Chacón      |                  | Alianza para el Progreso         |
| Consejero Regional de Lambayeque (por Ferreñafe)  |                  | Glender Núñez García        |                  | Alianza para el Progreso         |
| Consejero Regional de Lambayeque (por Ferreñafe)  |                  | Williams Velásquez Bardales |                  | Podemos por el Progreso del Perú |
| Consejero Regional de Lambayeque (por Ferreñafe)  |                  | José Carmona Salazar        |                  | Somos Perú                       |
| Consejera Regional de Lambayeque (por Lambayeque) |                  | Mónica Toscanelli Rodríguez |                  | Alianza para el Progreso         |
| Consejero Regional de Lambayeque (por Lambayeque) |                  | Óscar Carpena Recoba        |                  | Alianza para el Progreso         |
| Consejera Regional de Lambayeque (por Lambayeque) |                  | Gisella Fernández Muro      |                  | Podemos por el Progreso del Perú |